# Ardabil Airport
Ardabil Airport är en flygplats i Iran. Den ligger i den nordvästra delen av landet, 400 km nordväst om huvudstaden Teheran. Ardabil Airport ligger 1 315 meter över havet.
Terrängen runt Ardabil Airport är platt. Runt Ardabil Airport är det ganska tätbefolkat, med 139 invånare per kvadratkilometer. Närmaste större samhälle är Ardabil, 14,2 km sydväst om Ardabil Airport. Trakten runt Ardabil Airport består i huvudsak av gräsmarker.